# Pogonomyrmex occidentalis
Pogonomyrmex occidentalis is een mierensoort uit de onderfamilie van de Myrmicinae. De wetenschappelijke naam van de soort is voor het eerst geldig gepubliceerd in 1865 door Cresson.